# Дмитриј Ратченко
Дмитриј Леонидович Ратченко (рус. Дмитрий Леонидович Радченко; Лењинград, 2. децембар 1970) бивши је руски фудбалер који је играо на позицији нападача.

## Каријера
Поникао је у млађим категоријама лењинградске школе фудбала СДИУСХОР-а „Смена”. Године 1991. је дошао у Спартак из Зенита, одмах је добио шансу да се наметне у клубу. Крајем 1991. године, у мечу против грчког АЕК-а, претрпео је прелом ноге, а затим се опоравио после шест месеци.
Године 1993. је отишао са Дмитријем Поповом у Шпанију да игра за Расинг из Сантандера. Након кратког повратка у Москву вратио се у Сантандер. Уговор је потписан на четири године.
У две сезоне играо је солидно за свој тим и постигао 21 погодак. У сезони 1995/96 преселио се у Депортиво ла Коруњу, са којим је имао уговор до лета 1999. године.
Године 1996. је позајмљен у Рајо Ваљекано, јер га тренер Џон Тошак није уврстио у прву поставу Депортива. Нови тим је често мењао тренере, од којих је сваки покушао да пронађе Радченку неку нову позицију на терену. Пошто се није уклопио у нови систем игре мало је имао наступа у сезони.
Пропустио је Европско првенство 1996. у Енглеској због повреде ноге.
У сезони 2001/02. играо је за сплитски Хајдук. Од сезоне 2002/03, поново се враћа у Шпанију, играо је у клубовима нижих лига.
Након завршетка играчке каријере, ишао је на обуку за тренере у Шпанији. Радио је у млађим категоријама ФК Депортиво. Од 2010. године, након завршетка Високе школе за тренере, ради у Зениту.

## Репрезентација
Ратченко је одиграо укупно 35 репрезентативних мечева, од тога 33 за Русију и 2 за СССР.
Дана 28. јуна 1994. дао је шести гол за Русију (Олег Саленко је постигао првих пет голова) у 82. минуту против репрезентације Камеруна у мечу трећег кола групне фазе Светског првенства 1994. у Сједињеним Државама.

### Голови за репрезентацију
- Голови за фудбалску репрезентацију Русије.

| #  | Датум              | Место    | Противник        | Гол | Резултат | Такмичење                                 |
| -- | ------------------ | -------- | ---------------- | --- | -------- | ----------------------------------------- |
| 1. | 28. октобар 1992.  | Москва   | Луксембург       | 2:0 | 2:0      | Квалификације за Светско првенство 1994.  |
| 2. | 29. јануар 1994.   | Сијетл   | Сједињене Државе | 0:1 | 1:1      | пријатељска                               |
| 3. | 2. фебруар 1994.   | Оукланд  | Мексико          | 1:2 | 1:4      | пријатељска                               |
| 4. | 20. април 1994.    | Бурса    | Турска           | 0:1 | 0:1      | пријатељска                               |
| 5. | 28. јун 1994.      | Станфорд | Камерун          | 1:6 | 1:6      | Светско првенство 1994.                   |
| 6. | 12. октобар 1994.  | Москва   | Сан Марино       | 4:0 | 4:0      | Квалификације за Европско првенство 1996. |
| 7. | 16. октобар 1994.  | Глазгов  | Шкотска          | 1:1 | 1:1      | Квалификације за Европско првенство 1996. |
| 8. | 16. август 1995.   | Хелсинки | Финска           | 0:3 | 0:6      | Квалификације за Европско првенство 1996. |
| 9. | 15. новембар 1995. | Москва   | Финска           | 1:0 | 3:1      | Квалификације за Европско првенство 1996. |

## Приватни живот
Ожењен је супругом Људмилом са којом има две ћерке.

## Трофеји
- Првенство Русије : 1992, 1993.
- Куп ЗНД : 1992.
- Куп Русије : 1994.
- Суперкуп Шпаније : 1995.